# Playboy – Antologie sci-fi povídek
Playboy – Antologie sci-fi povídek (anglicky Playboy Book of Science Fiction) obsahuje 24 povídek uznávaných i méně známých autorů žánru science fiction, které na svých stránkách uveřejňoval od roku 1953 pánský časopis Playboy. V antologii jsou zastoupeny klasické sci-fi povídky přes Novou vlnu science fiction až po kyberpunk.
V roce 1963 inicioval časopis Playboy na svých stránkách diskusi s názvem 1984 a dále, kde se přední spisovatelé SF svěřovali se svými představami budoucnosti. Některé se vyplnily, jiné ne. Tato diskuse však přispěla k tomu, že spisovatel Arthur C. Clarke po dalších 15 let přispíval do časopisu svými články
o vědě a futurologii. Časopis Playboy se tak stal, podle slov svých literárních redaktorů, platformou pro autory, „kteří mají co říct a chtějí to říct jinak“.

## Obsah
- Ray Bradbury – Ztracené město na Marsu (The Lost City of Mars), překlad: Jarmila Emmerová
- Ursula K. Le Guinová – Devatero životů (Nine Lives), překlad: Veronika a Jaroslav Veisovi
- Norman Spinrad – Hlídka u mrtvého (Deathwatch), překlad: Robert Tschorn
- Damon Knight – Maska (Masks), překlad: David Petrů
- Kurt Vonnegut, JR. – Vítejte v pavilónu opic (Welcome to the Monkey House), překlad: Miroslav Jindra
- J. G. Ballard – Mrtvý astronaut (The Dead Astronaut), překlad: Richard Podaný
- Frederik Pohl – Schéma člověka (The Schematic Man), překlad: Roman Lipčík
- Robert Sheckley – Cítíte něco, když dělám tohle? (Can You Feel Anything When I Do This?), překlad: Ivan Adamovič
- Arthur C. Clarke – Přechod Země (Transit of Earth), překlad: David Petrů
- Doris Lessingová – Zpráva o ohroženém městě (Report on the Treatened City), překlad: Richard Podaný
- Larry Niven – Leviatan (Leviathan), překlad: David Petrů
- Harlan Ellison – Jedna kočka za druhou (All the Birds Come Home to Roost), překlad: Richar Podaný
- Walter Tevis – Apoteóza paní Myry (The Apohteosis of Myra), překlad: Miroslav Jindra
- Philip K. Dick – Cesta mrazem (Frozen Journey), překlad: Richard Podaný
- Robert Silverberg – Gianni (Gianni), překlad: David Petrů
- Donald E. Westlake – Mezihvězdný holub (Interstellar Pigeon), překlad: David Petrů
- Howard Waldrop – Dědicové zemské sféry (Heirs of the Perisphere), překlad: Robert Tschorn
- Billy Crystal – Stanice Charley (Earth Station Charley), překlad: Robert Tschorn
- George Alec Effinger – Pomalý oheň (Slow, Slow Burn), překlad: David Petrů
- Joe Haldeman – Víc než jen součet částí (More Than the Sum of His Parts), překlad: Robert Tschorn
- Chet Williamson – Sen Yen Babbo a nebeští zástupové (Sen Yen Babbo&the Haevenly Host), překlad: Robert Tschorn
- Lucius Shepard – Palebná zóna Smaragd (Fire Zone Emerald), překlad: David Petrů
- William Tenn – Podle pravidel ducha (The Ghost Standard), překlad: Roman Lipčík
- Terry Bisson – Kancelářský románek (An Office Romance), překlad: Viktor Janiš